# 李力果
李力果（1907年—1959年5月13日），原名子常，又名烈飞，男，陕西米脂人，中华人民共和国政治人物。

## 生平

### 早年生涯
1923年，在陕西榆林中学读书时，受到父亲李鼎铭影响，参加学生运动，与刘志丹等一起发动了反对军阀井岳秀的罢课斗争。1926年加入中国共产主义青年团。1927年随第十九军高桂滋部参加北伐，兵败河南后，转驻皖北休整，在太和县转为中共党员（魏野畴、张友清为介绍人）。1928年初，高部改为第四十七军，并开始清党，李被亦驻皖北休整的第十军杨虎城部政治部主任魏野畴安排到十军。同年，担任中共皖北临时特委委员，同临时特委书记魏野畴，委员高望东、胡英初、蔡甲午等共同领导皖北中共活动。同年4月的阜阳暴动中，李负责组织行流集、王官集和插花地区赤卫队及农民协会的工作。暴动后，4月9日成立皖北苏维埃政府和工农革命军，李任皖北苏维埃政府副主席。
暴动失败后，他继续在皖北各地从事党的活动。后奉中共组织指示抵达北平，进入北京大学，并任中共北平市东城区区委书记。1929年被派回陕西，10月，任中共西北特委常务委员。1930年回到北平，任中共北平市委委员、常务委员，下半年至11月任宣传部部长。1931年初，中共河北省委任命他为省军委委员，后因遭人举报，在北平被捕，被关进北平军人反省院（草岚子监狱）。1936年冬，经中共北方局地下党营救出狱，派往山西从事抗日统一战线工作。

### 抗日战争期间
1937年初至1940年初，任中共山西公开工作委员会委员。1937年初，任山西省牺牲救国同盟会组织训练委员会负责人。11月后任山西牺盟总会组织部部长、山西抗敌少年先锋队训练第一团政治主任兼随营军政干部第四分校副校长。1938年1月任第四纵队第十总队政治主任。2月调任教导第二师政治部主任。1939年7月任独立第七旅政治部主任。同年十二月事变中，参与第四纵队与晋绥军作战。1940年2月，任决死队第四纵队副纵队长，后改任第四纵队政治委员、政治部主任、军政委员会成员。
1940年至1941年，担任八路军第120师政治部组织部部长。1942年，赴延安中央党校学习，参加整风运动。同年8月起，任中共中央西北局友军工作委员会委员。1943年任陕甘宁晋绥联防司令部秘书长。1945年4月至6月作为晋绥代表团成员出席中共七大。

### 第二次国共内战期间
第二次国共内战爆发后，他随部调往东北。1945年11月至1946年2月，任中共本溪市委书记，本溪保安司令部司令员兼政治委员、党委书记，中共辽宁省分委员会委员（至1946年1月）。1946年1月至12月任中共辽东省委委员、中共辽东省委秘书长兼省委民族部部长。1月至4月任中共辽东省委辽宁省分委员会委员。5月至12月任中共辽东省委常委。曾任东北停战小组第三十执行小组中共代表。
1947年5月起任中共中央东北局城市工作部副部长、敌工部副部长。1948年3月至7月任中共辽南省委委员。同年8月至1949年5月，任中共辽宁省委委员。1949年6月至9月，任沈阳市委第二副书记。

### 共和国成立后
中华人民共和国成立后，1950年3月至1956年3月，任中共唐山市委书记兼市长。1950年5月至1956年1月，任中共河北省委委员。1951年2月至1956年3月，任中共唐山市委常务委员、市委党校校长（至1953年6月）。随后调入中央，1956年10月至1959年5月，任国务院第一机械工业部副部长。
1959年5月13日，因病在北京逝世。

## 身后
文化大革命初期，其被诬陷为叛徒、墓碑被损毁。1978年12月，中共中央予以平反恢复名誉。

## 家庭
父亲李鼎铭，为其次子。